# كاسيم نوهو
كاسيم نوهو (مواليد 22 يونيو 1995) هو لاعب كرة قدم غاني يلعب في مركز قلب الدفاع في نادي هوفنهايم.